# Elizabeth Bolden
Elizabeth Bolden, z domu Jones (ur. 15 sierpnia 1890 w Somerville, zm. 11 grudnia 2006 w Memphis) – amerykańska superstulatka.
Bolden urodziła się 15 sierpnia 1890. Po śmierci Marii Esther Capovilli z Ekwadoru stała się najstarszą osobą na świecie uznaną przez Księgę Rekordów Guinnessa (wcześniej również nosząc ten tytuł, jednakże wiek starszej od niej Marii Capovilli nie był wtedy potwierdzony).
Elizabeth Bolden zmarła w domu opieki w którym mieszkała od kilkunastu lat. W 2004 r. przeszła zawał. Od tego czasu  niewiele mówiła i przesypiała większość czasu.
Miała 40 wnucząt, 75 prawnucząt, 168 praprawnucząt, 220 prapraprawnucząt i 75 praprapraprawnucząt. Po jej śmierci tytuł najstarszego człowieka na świecie przejął Portorykańczyk Emiliano Mercado del Toro.